# 克莱县 (北卡罗来纳州)
克萊縣（英語：Clay County）是美国北卡罗来纳州西南部的一個縣，西南、南、東南鄰喬治亞州，面積571平方公里。根据2020年美國人口普查，共有人口11,089人。縣治海斯維爾（Clay Center）。該縣成立於1861年，縣名紀念代表肯塔基州的聯邦參議員、曾任美国国务卿的亨利·克莱（Henry Clay）。
本縣是北卡州四個禁酒的縣之一。